# Haine mortelle
Pour plus de détails, voir Fiche technique et Distribution.
Haine mortelle (Odio mortale) est un film d'aventures italien réalisé par Franco Montemurro et sorti en 1962.

## Synopsis
En 1660, la puissance mondiale qu'est l'Espagne se voit contester la domination de la Floride par les troupes françaises, qui occupent le Fort Caroline. Pendant les festivités du Nouvel An, les Espagnols réussissent à reprendre le fort par une attaque surprise. Ils sont aidés par le traître Dominique de Gourges, qui poignarde également le gouverneur français dans le dos et se voit récompensé de ses actes par les Espagnols en obtenant le poste de gouverneur ainsi libéré. André, le meilleur ami du gouverneur, doit s'enfuir avec sa petite fille Solange.
Quinze ans plus tard, André est devenu, sous le nom de Ruiz, le chef d'une bande de pirates, dont Solange fait partie. Pendant ce temps, l'impopulaire De Gourges est tellement démoralisé par les attaques incessantes des pirates contre ses troupes qu'il commence à élaborer un plan de fuite. Il s'associe avec les Anglais, qui veulent lui accorder leur protection s'il leur procure une caravelle espagnole chargée d'or qui arrive bientôt. Lorsque le navire d'or est amarré dans le port, plusieurs grands bandits sont sortis clandestinement de la prison sous la direction du capitaine Herrera, un homme de confiance de De Gourges. Ils ont pour mission de le capturer en pleine mer en échange de leur libération, de sorte qu'il semble que les Anglais soient derrière tout cela. Mais les pirates ont vent de l'opération et aident le capitaine espagnol Carlos à récupérer son navire, ce qui fait d'eux des alliés.
Ensemble, ils retournent à Fort Caroline, où le capitaine Carlos prétend avoir survécu à l'attaque. De nuit, alors que la fête de Sainte-Caroline est en cours, Carlos abaisse le pont-levis du fort, qui est aussitôt pris d'assaut par Ruiz et ses hommes. Le pirate Real, mécontent du style de commandement de Ruiz, a cependant révélé la ruse à De Gourges, ce qui cause de grandes pertes aux assaillants pris au piège. Ils parviennent néanmoins à tenir tête aux Espagnols. De Gourges, contraint de prendre la fuite, a le temps de s'emparer de Solange. Il lui promet la liberté en échange du navire d'or dès qu'il sera arrivé en Angleterre, où il sera en sécurité.
Entre-temps, Carlos s'empare du navire anglais où De Gourges voulait se rendre. Carlos se porte alors au secours de Ruiz qui est resté secrètement sur le bateau pour libérer Solange. Dans un dernier combat, Ruiz règle son compte à De Gourges dans le sang.

## Fiche technique
- Titre français : Haine mortelle[1]
- Titre original italien : Odio mortale[2]
- Réalisateur : Franco Montemurro
- Scénario : Marcello Fondato, Giuseppe Lazzari
- Photographie : Aldo Scavarda
- Montage : Renato Cinquini (it)
- Musique : Nino Oliviero (it) (orchestra dirigé par Pier Luigi Urbini)
- Décors : Alfredo Freda
- Costumes : Franco Antonelli
- Maquillage : Emilio Trani
- Production : Alfredo Mirabile, Massimo Patrizi
- Sociétés de production : Morino film
- Pays de production :  Italie
- Langue originale : italien
- Format : Couleur - 2,35:1 - Son mono - 35 mm
- Durée : 89 minutes
- Genre : film d'aventures
- Dates de sortie :
  - Italie : 21 septembre 1962
  - France : 6 décembre 1963[1]

## Distribution
- Amedeo Nazzari : André Lebœuf / Ruiz
- Danielle De Metz : Solange
- Renato Baldini : Dominique de Gourges
- Aldo Bufi Landi : Carlos d'Escampobar
- Peter Meersman : Lord Simmons
- Angela Luce Conchita
- Romano Ghini : Real
- Vittorio Duse : Guercio
- Ugo Fangareggi : Nino
- Carlo Enrici Peyrol
- Mario Frera : Frère Melito
- Manfred Freyberger : le second capitaine espagnol
- Ignazio Balsamo : Herrera
- Juan Vallejo : le borgne

## Production
Les extérieurs ont été tournés dans les lieux suivants :
- Fort Caroline, le palais du gouverneur : Castello di Santa Severa (Santa Marinella, Rome)
- Fort Caroline, le palais du gouverneur : Castello Scaligero (Sirmione)
- Fort Caroline, le palais du gouverneur : Castello Caetani à Sermoneta (province de Latina)